# Modèle de Hartle-Hawking
En physique théorique, le modèle de Hartle-Hawking, nommé d'après James Hartle et Stephen Hawking aussi appelé modèle d'Univers sans bord, est une proposition concernant l'état de l'Univers avant l'ère de Planck.
Hartle et Hawking suggèrent que si nous pouvions remonter le temps de l'Univers, nous remarquerions que tout près de ce qui aurait dû être le début, le temps cède la place à l'espace de telle manière qu'il n'y a plus que de l'espace, et pas de temps. Le début d'un phénomène est un concept défini par le temps. Si le temps n'existait pas avant le Big Bang, le concept d'un commencement de l'Univers n'a plus de sens. D'après la proposition de Hartle-Hawking, l'Univers n'a donc pas d'origine, telle que nous le comprenons normalement. L'Univers, avant le Big Bang, était comme une singularité à la fois spatiale et temporelle. Ainsi, l'Univers tel que proposé par le modèle de Hartle-Hawking n'a pas de commencement. C'est cependant un univers différent de l'univers stationnaire de Hoyle. Il n'a simplement pas de limites initiales, ni dans le temps, ni dans l'espace.

## Description
Le modèle de Hartle-Hawking est une fonction d'onde de l'Univers (une notion destinée à comprendre le commencement de l'Univers) calculée à partir de l'intégrale de chemin de Feynman. Plus précisément, il s'agit d'un  vecteur hypothétique dans l'espace de Hilbert d'une théorie de la gravité quantique, qui décrit cette fonction d'onde. C'est une fonctionnelle du tenseur métrique définie sur la surface compacte de dimension D − 1 (l'Univers), où D est la dimension de l'espace-temps. La forme précise de modèle de Hartle-Hawking est l'intégrale de chemin sur toutes les géométries de dimension D possédant la métrique induite requise à leur frontière. Selon la théorie de Hartle-Hawking, le temps a divergé à partir des trois dimensions initiales après l'ère de Planck. Le concept crée une nouvelle direction du temps avant le Big Bang, un temps imaginaire similaire à un nombre complexe.
Il peut être démontré qu'une telle fonction d'onde de l'Univers satisfait l'Équation de Wheeler-DeWitt (en).